# Färila distrikt
Färila distrikt är ett distrikt i Ljusdals kommun och Gävleborgs län. Distriktet ligger omkring Färila i västra Hälsingland. 

## Tidigare administrativ tillhörighet
Distriktet inrättades 2016 och utgörs av en del av Färila socken i Ljusdals kommun.
Området motsvarar den omfattning Färila församling hade 1999/2000 och fick 1923 efter utbrytning av Kårböle församling.

## Tätorter och småorter
I Färila distrikt finns en tätort och tre småorter.

### Tätorter
- Färila

### Småorter
- Föne
- Korskrogen
- Stocksbo